# 同量素

各核種半衰期圖示（核種圖）

同量素（英語：Isobar），又稱同量異位素、同量異位核種，是指質量數相同的核種。由於質量數是質子數和中子數的加總，故同量素之間的質子及中子數必然不同。且因質子數（原子序）不同，同量素必然是不同的元素。例：40
16S
、40
17Cl
、40
18Ar
、40
19K
、40
20Ca
雖然都具有不同數量的質子和中子，但原子核的質量數皆為40，故互為同量素。
同量素的英文isobar是由希臘文詞根isos（意為“相同”）和baros（意為“重量”）組成。該詞由英國化學家阿爾弗雷德·沃爾特·史都華於1918年提出。

## 穩定性
理論上，由於馬陶赫同量異位素規則的緣故，兩個以上的同量素不會都是穩定的，例如氬-40，它使得鈣-40理論上不穩定，而碘-126衰變為碲-126與氙-126（理論上不穩定）之機率幾乎相同，而沒有任何穩定同位素之質量數為5（氦-4加上一個質子或中子）、8（衰變為兩個氦-4核素）、145、147、148、149、151、182、183、184、186、192以及209或以上。

## 参閱
- 同位素
- 同中子素
- 核種
- β衰變